# 西垣通
西垣 通（にしがき とおる、1948年12月12日 - ）は、日本の情報学者、小説家。東京大学名誉教授、工学博士（東京大学）。
コンピューター・システムの研究開発を経て、情報化社会における生命、社会を考察する。『アメリカの階梯』(2004年)などの小説も執筆。著書に『集合知とは何か』(2013年)、『ビッグデータと人工知能』(2016年)など。

## 来歴・人物
俳人で明治大学教授の西垣脩の長男として東京都に生まれる。東京少年少女合唱隊に所属し、NHKのみんなのうたで歌ったことがある。世田谷区立松沢小学校から世田谷区立松沢中学校を経て都立西高校に進み、1968年に東京大学理科一類入学。1972年に東京大学工学部計数工学科を卒業（卒業論文のテーマはファジィ代数の応用）。
1972年、エンジニアとして日立製作所に入社。このときOSやネットワーク、データベースなどの性能設計や信頼性設計を研究し、客員研究員としてスタンフォード大学に留学。1982年、東京大学より博士（工学）の学位を取得。論文名は「多重プログラミング方式による計算機システムの資源管理最適化に関する研究」。
1986年、過労のため工場で倒れたことがきっかけとなり、日立製作所を退職。1986年明治大学法学部助教授、1991年明治大学法学部教授を経て、1996年に東京大学社会科学研究所日本社会研究情報センター教授。2000年東京大学情報学環教授。2013年定年退任、東京経済大学コミュニケーション学部教授。2019年定年退任。 
1991年、『デジタル・ナルシス』でサントリー学芸賞（芸術・文学部門）受賞。歴史小説『1492年のマリア』（2002年）ではコロンブスの新大陸発見とスペインからのユダヤ教徒追放を扱い、この作品はNHK-FMで連続ラジオドラマとして2016年に全国放送された。技術者出身でありながら文系的な問題意識も旺盛で、文理両方の分野にわたる脱領域的な執筆研究活動を行っている。

## 著書

### 学術書・ノンフィクション
- 『AI-人工知能のコンセプト』講談社現代新書、1988
- 『文科系のコンピュータ事始め　はじめてのBASIC』有斐閣、1989
- 『秘術としてのAI思考　太古と未来をつなぐ知』筑摩書房、1990 　のちちくま学芸文庫（「思考機械　太古と未来をつなぐ知」に改題）
- 『デジタル・ナルシス　情報科学パイオニアたちの欲望』 岩波書店、1991　のち同時代ライブラリー、岩波現代文庫
- 『麗人伝説　セルジュ・ルタンスと幻の女たち 』リブロポート、1994
- 『電脳汎智学』図書新聞、1994
- 『ペシミスティック・サイボーグ　普遍言語機械への欲望』青土社、1994
- 『マルチメディア』岩波新書、1994
- 『聖なるヴァーチャル・リアリティ　情報システム社会論』岩波書店、1995
- 『インターネットの5年後を読む　仕事はどうなる、日本はどうなる』光文社カッパ・ブックス、1996
- 『メディアの森　オタク嫌いのたわごと 』朝日新聞社、1998
- 『こころの情報学』ちくま新書、1999
- 『IT革命　ネット社会のゆくえ』岩波新書、2001
- 『基礎情報学　生命から社会へ』NTT出版、2004 (ISBN 978-4757101203)
- 『情報学的転回　 IT社会のゆくえ』春秋社、2005 (ISBN 978-4393332429)
- 『ウェブ社会をどう生きるか』岩波新書、2007 (ISBN 978-4004310747)
- 『続基礎情報学』NTT出版、2008
- 『ネットとリアルのあいだ　生きるための情報学』ちくまプリマー新書、2009
- 『スローネット　IT社会の新たなかたち』春秋社、2010
- 『生命と機械をつなぐ知　基礎情報学入門』高陵社書店、2012
- 『集合知とは何か　ネット時代の「知」のゆくえ』中公新書、2013
- 『ネット社会の「正義」とは何か　集合知と新しい民主主義』角川選書、2014
- 『ビッグデータと人工知能』中公新書、2016
- 『AI原論　神の支配と人間の自由』講談社選書メチエ、2018
- 『新 基礎情報学 機械をこえる生命』NTT出版、2021
- 『超デジタル世界　DX、メタバースのゆくえ』岩波新書、2023
- 『デジタル社会の罠：生成ＡＩは日本をどう変えるか』毎日新聞出版、2023

### 小説作品
- 『刺客(テロリスト)の青い花』河出書房新社、2000
- 『1492年のマリア』講談社、2002
- 『アメリカの階梯』講談社、2004 (ISBN 978-4062125178)
- 『サイバーペット/ウェブ生命情報論 』千倉書房、2008
- 『コズミック・マインド』岩波書店、2009

## 共編著
- 『インターネット社会の「正しい」読み方』（牧野昇共著）PHP研究所、1996.11
- 『思想としてのパソコン』NTT出版、1997
- 『日本の名随筆 別巻 88 文字 』作品社、1998.6
- 『電子貨幣論 』（NTTデータシステム科学研究所共編）NTT出版、1999.6
- 『文化としてのIT革命』（山崎正和共編）晶文社、2000.10
- 『インターネットで日本語はどうなるか』（ジョナサン・ルイス共著）岩波書店、2001
- 『情報都市論』（NTTデータシステム科学研究所共編）NTT出版、2002.4
- 『基礎情報学のヴァイアビリティ　ネオ・サイバネティクスによる開放系と閉鎖系の架橋』東京大学出版会、2014
- 『基礎情報学のフロンティア　人工知能は自分の世界を生きられるか？』東京大学出版会、2018
- 『AI倫理　人工知能は「責任」をとれるのか』中公新書ラクレ、2019
- 『AI・ロボットと共存の倫理』岩波書店、2022

## 論文
- 『多重プログラミング方式による計算機システムの資源管理最適化に関する研究』博士論文（昭和57年　東京大学）